# Терминатор (БМПТ)
«Терминатор» — российская боевая машина поддержки танков, предназначенная для действия в составе танковых формирований с целью поражения противотанковых средств противника: для эффективного подавления живой силы противника, оснащённой гранатомётами, противотанковыми комплексами, стрелковым оружием; есть также возможность поражать на ходу и с места танки, БМП, дот, дзот и другие высокозащищённые цели.

## История создания

### Название
На стадии разработки данный образец получил название «Объект 199», которое является индексом ГАБТУ, присваиваемым только на время испытаний.
На официальном сайте УВЗ образец представлен исключительно как «Терминатор».
В августе 2012 года Комитет Государственной думы по делам обороны под председательством Владимира Комоедова потребовал от руководства УВЗ изменить название БМПТ «Терминатор» на слово русского происхождения. Неназванные представители УВЗ, согласно публикации газеты «Известия», дали объяснение, по которому название «Терминатор» является рекламным для продвижения на внешних рынках, а образец будет именоваться «Рамка-99» только в случае его принятия на вооружение в российской армии.
Согласно официальным заявлениям, данный образец будет поступать на вооружение российской армии под названием «Терминатор».

### Разработка
Работы по БМПТ начались ещё в середине 1980-х годов, первый вариант машины был создан в ЧТЗ, на базе танка Т-72А, также в разработке принимало участие Омское КБ.
 Созданию БМПТ предшествовала разработка на рубеже 1980—90-х годов специализированных боевых машин — «танков для пограничных войск».
Современный вариант БМПТ был разработан в ФГУП «Уральское КБ транспортного машиностроения» («Уралвагонзавод», г. Нижний Тагил) по заказу и ТТХ ГАБТУ Министерства Обороны РФ с 1998 по 2000 год на базе танка Т-72, в 1999 году было начато создание образца на базе Т-90.
Первый представленный в 2000 году образец имел вынесенный блок вооружения с одной 30-мм пушкой 2А42, спаренным с ней 7,62 ПКТМ и четырьмя пусковыми установками ПТУР «Корнет», также на машине в надгусеничных полках установлены 2 30-мм гранатомёта АГС-17Д.
В 2002 году на машине было установлено уже две 30-мм пушки 2А42 и КУВ «Атака-Т». Причиной отказа от малокалиберных пушек калибром больше 30 мм стали:
- Резкое сокращение боекомплекта и боевой скорострельности боевого модуля — повышение калибра на 10 мм влечёт сокращение боезапаса в 1,5 раза;
- Отсутствие в Российской Федерации на тот момент отработанных технических решений автоматической подачи и зарядки пушки калибром больше 30 мм;
- Увеличение массогабаритных показателей вооружения при возрастании калибра;
- Отсутствие унифицированной номенклатуры боеприпасов калибра больше 30-мм.

За время государственных испытаний два опытных образца БМПТ прошли около 10000 км, произвели несколько тысяч выстрелов из штатного вооружения и несколько десятков пусков ПТУР. Государственные испытания успешно были завершены в 2006 году, а в 2008 году состоялась защита диссертации на соискание учёной степени доктора технических наук сотрудником 38 НИИИ МО РФ к.т. н. Парфёновым Евгением Ивановичем на тему «Обоснование и оценка технического облика машины для поддержки танков (БМПТ)».

### Принятие на вооружение
Несмотря на официальные заявления, что до 2010 года будет создана одна рота в Сухопутных войсках, полностью оснащённая новыми машинами, в 2009 году принятие БМПТ на вооружение ВС РФ не состоялось. Серийное производство БМПТ освоено на ОАО «НПК „Уралвагонзавод“» в 2011 году, перед поставками в Казахстан.
В начале 2010 года было официально объявлено об отказе МО РФ от закупок новых БМПТ и от конверсии устаревших танков по этому проекту.
Тем не менее, БМПТ продолжает демонстрироваться на международных выставках во Франции, ЮАР, Перу. Также был показан на Российской выставке вооружений в Нижнем Тагиле в 2011 и 2013 годах.
В 2013 году Рособоронэкспорт предложил БМПТ как вариант конверсии устаревших танков Т-55 в Перу.
На выставке Russia Arms Expo (RAE-2013) прошла презентация БМПТ-72 (объект 183), выполненной на базе шасси танка Т-72. Серийное изготовление БМПТ-72 декларировано на сайте ОАО «НПК „Уралвагонзавод“» в разделе Спецпродукция, под названием «Боевая машина огневой поддержки Терминатор-2», при этом БМПТ (объект 199) имеет название «Боевая машина огневой поддержки Терминатор».
Образец был представлен в июне 2015 года на Международном военно-техническом форуме «Армия 2015».
Летом 2017 года БМПТ прошла испытание в боевых условиях в Сирии, участвуя в боях против ИГ.
В конце марта 2018 года с Уралвагонзавода была отправлена первая партия боевых машин для Минобороны России. БМПТ с модернизированными пусковыми установками ракет 9М120-1 из состава КУВ «Атака-Т» и бронезащитой ракет приняты на вооружение российской армии 5 мая 2018 г. Вскоре эти машины впервые приняли участие в параде Победы на Красной площади, а затем поступили в войсковые части для опытно-боевой эксплуатации; в октябре Минобороны России сообщило, что до конца 2018 года в 90-ю гвардейскую танковую дивизию поступит 10 единиц техники для проведения войсковых испытаний, которые продлятся до года.

## Конструкция
В состав экипажа БМПТ входят 5 человек — командир, наводчик, механик-водитель и два оператора курсовых гранатомётных установок.
Бронезащита — защита машины в целом равна уровню защиты танка Т-90А, даже превосходит его из-за применения динамической защиты «Реликт»; лоб корпуса имеет защиту, равную основному Т-90, однако в отличие от Т-90, который обеспечивает защиту от противотанковых средств в пределах курсового угла ±35°, БМПТ обеспечивает надёжную защиту от пехотных противотанковых средств ближнего боя в пределах 360°. Причём при применении дополнительных тканевых экранов с элементами динамической защиты, устанавливаемых в условиях массового применения противотанковых средств ближнего боя, обеспечивается максимальная защита даже при обстреле по нормали. Блок вооружения установлен на опоре на кормовой части башни. 

Весь боекомплект вынесен за пределы забронированного объёма.
Машина оборудована фильтро-вентиляционной установкой (ФВУ), которая нагнетает очищенный забортный воздух в машину. За счёт избыточного давления внутрь не попадают отравляющие вещества, радиоактивная пыль и т. п., даже если машина не герметична.
Ходовая часть машины в целом аналогична Т-90, в качестве двигателя используется В-92С2.
Имеется система электромагнитной защиты, обеспечивающая нейтрализацию (преждевременный подрыв) противотанковых мин или фугасов с радио- и магнитометрическими взрывателями.

## Вооружение
Базовое вооружение состоит из:
- двух 30-мм пушек 2А42 (900 выстрелов);
- 7,62-мм ПКТМ (2000 выстрелов);
- ПТУР типа «Атака» 9М120-1 (УР 9М120-1Ф, 9М120-1Ф-1) с лазерной системой наведения (четыре УР на ПУ башни);
- двух гранатомётов АГС-17 (300 выстрелов в единой ленте на каждый) в надгусеничных нишах.

Комплекс вооружения БМПТ создаёт огонь высокой плотности и способен атаковать до четырёх целей одновременно.
Помимо основной силовой установки БМПТ оснащён вспомогательной дизельной установкой, которая служит для электропитания систем машины без включения основной силовой установки.
Поражение с ходу и с места танков, БМП, ДОТов, ДЗОТов и других высокозащищённых целей, а также вертолётов и низколетящих самолётов, осуществляется сверхзвуковыми, управляемыми по лазерному лучу, противотанковыми ракетами 9М120-1 (9М120-1Ф, 9М120-1Ф-1) из состава комплекса управляемого вооружения «Атака-Т». Ракета 9М120-1 в трубе-контейнере, установленная на пусковой установке, обеспечивает возможность БМПТ выполнять стрельбу ракетами после преодоления по дну водной преграды глубиной до 5 м.
БМПТ обладает современной развитой автоматической системой управления огнём (СУО) «Рамка». Прицел наводчика включает в себя тепловизионный канал, оптический канал, наземную аппаратуру управления лазерно-лучевого канала наведения противотанковой управляемой ракетой (ПТУР) и лазерный дальномер. Панорамный прицел командира имеет сектор обзора 360°.
Панорамный прицел обладает оптическим, низкоуровневым телевизионным и лазерным дальномерным каналами. При необходимости командир может вывести изображение тепловизионного прицела наводчика на своё видеоустройство.
Автоматизированная СУО обладает цифровым баллистическим вычислителем, комплектом автоматических датчиков условий стрельбы и автоматом сопровождения цели, что значительно упрощает и повышает эффективность применения управляемого вооружения сходу во всем диапазоне скорости БМПТ при крене и дифференте до 15°. 

Также машина оснащена навигационной системой NAVSTAR/GLONASS.
Машина имеет световую индикацию направления и звуковую сигнализацию об облучении БМПТ лазерными средствами и автоматическое противодействие этому.
Управление комплексом вооружения дублировано — командир обладает возможностью вести эффективный огонь из всего комплекса вооружения, размещённого в башне. Рабочие места операторов автоматических гранатомётов оснащены стабилизированными прицелами «Агат-МП» (день/ночь).

## Модификации
По заявлению руководства УВЗ, доработанная версия БМПТ «Терминатор», впервые представленная 25 сентября 2014 года, была создана с учётом требований ВС Казахстана. Модернизированный образец также получил название «Терминатор-2». Название модернизированного образца упоминается в заявлении от 1 октября 2014 года Главнокомандующего сухопутными войсками Российской Федерации генерал-полковника Салюкова О. Л..

## Операторы
- Казахстан: 10 единицы БМПТ «Терминатор» по состоянию на 2022 год[20] По данным на начало 2014 года, в дополнение к уже закупленной технике, планировалось осуществлять лицензионную сборку некоторого числа техники из машинокомплектов, поставляемых из России. Запуск производства предполагался в 2015 году[21][22]. По состоянию на декабрь 2022 года не начат.
- Россия: принята на вооружение в 2018 году[23]. 8 единиц БМПТ «Терминатор» на вооружении на 2024 год[24].

## Боевое применение
Некоторое количество БМПТ «Терминатор» использовались российской армией в ходе вторжения России на Украину в составе 90-й танковой дивизии в районе Северодонецка Несколько машин получили повреждения в ходе обстрела ВСУ. 9 февраля 2023 года ВСУ уничтожили артиллерийским огнем одну БМПТ «Терминатор» под Кременной.

## Организационно-штатная структура
БМПТ штатно находится в отдельных ротах танковых полков. Рота состоит из 9 машин.

## Изображения
- БМПТ (объект 199) на Форуме ТВМ-2012

- БМПТ «Терминатор» на военном параде в Астане 7 мая 2015 года

## Оценки и критика
На поле боя БМПТ эквивалентен шести боевым машинам пехоты и 40 солдатам. Машина может поражать все типы целей, включая малые суда и низколетящие вертолёты.
— «Уралвагонзавод» раскрыл истинную мощь «Терминатора»
.

Мое личное мнение заключается в том, что такая машина, как «Терминатор», является сомнительной. Просто потому, что она не обладает никакими преимуществами, которые значимы перед основным боевым танком. Ни по системе управления огнем, ни по возможностям ведения разведки, наблюдения и целеуказания, ни по возможностям своего вооружения. Поэтому я и говорю, что поиск места «Терминатора» в боевом порядке является проблематичным
По своим разведывательным возможностям БМПТ ничем не превосходят средства наблюдения и управления огнём тех же танков
— Мураховский, Виктор Иванович
По мнению журнала The National Interest, армия РФ не нуждается в «Терминаторе», так как уже имеет арсенал эффективных боевых бронемашин, а «Терминатор» пока остаётся лишь концепцией, однако заявляется о возможном высоком экспортном потенциале боевой машины, ранее издание отмечало следующие недостатки: большой экипаж, отсутствие системы управления огнём, защиты пусковых установок «Атака», а также высокая стоимость.